# Pat Curran
Pat Curran (Island Lake, 31 agosto 1987) è un lottatore di arti marziali miste statunitense.
Combatte nella divisione dei pesi piuma per l'organizzazione Bellator, nella quale è stato campione di categoria in due occasioni, ovvero tra il 2012 ed il 2013 con due difese del titolo e nel 2014 senza riuscire a difendere la cintura; è stato anche il vincitore del torneo dei pesi leggeri della seconda stagione, il vincitore del torneo dei pesi piuma del 2011 Summer Series e contendente al titolo dei pesi leggeri nel 2011.
È il cugino di Jeff Curran, navigato lottatore professionista di MMA che ha combattuto in Pride, UFC, Strikeforce, WEC ed anche nella Bellator.
Nel 2011 venne indicato da MMARanked.com come il 34-esimo miglior prospetto delle MMA.

## Carriera nelle arti marziali miste

### Inizi
Pat Curran iniziò a combattere grazie alla squadra scolastica di lotta libera e al cugino Jeff Curran, che all'età di 17 anni lo introdusse nel jiu jitsu brasiliano e nelle arti marziali miste, allenandolo nella sua palestra Curran Martial Arts Academy.
Pat esordì come professionista il 23 febbraio 2008 nella promozione dell'Illinois XFO con una vittoria per sottomissione sul futuro campione KOTC Tony Hervey.
Il successivo incontro con Lazar Stojadinovic venne trasmesso in TV grazie al reality show TapouT.
Curran vinse i suoi primi quattro incontri e a novembre tentò l'assalto al suo primo titolo, ovvero quello dei pesi leggeri C3, venendo però sconfitto ai punti da Darren Elkins, futuro ingaggio UFC.
Fino al 2010 combatterà prevalentemente per la XFO siglando un record personale di 10-3, dove spiccano le vittorie su Lazar Stojadinovic (futuro campione KOTC), Daniel Straus (futuro campione NAAFS e stella Bellator) e Robbie Olivier (dominatore della britannica Cage Rage).

### Bellator Fighting Championships
Curran debutta nella prestigiosa Bellator durante la seconda stagione della promozione statunitense come partecipante al torneo dei pesi leggeri che avrebbe decretato il primo contendente al titolo di categoria, detenuto da Eddie Alvarez.
Il 15 agosto 2010 esordisce nei quarti di finale del torneo contro l'allievo di Georges St-Pierre Mike Ricci, vincendo per KO nel primo round.
In semifinale vince unanimemente ai punti contro l'ex UFC Roger Huerta.
La finalissima è contro Toby Imada, ex campione della promozione Total Combat e finalista del torneo della prima stagione Bellator; qui Curran fatica e strappa una vittoria ai punti e con un punteggio non unanime, ma che comunque gli basta per vincere il torneo e meritare la sfida contro il campione Eddie Alvarez.
Il 2 aprile 2011 Curran se la vede contro Eddie Alvarez per il titolo dei pesi leggeri: dopo cinque round Alvarez viene premiato dai giudici con una vittoria unanime, riuscendò così a difendere per la prima volta il proprio titolo.
Dopo la sconfitta Pat Curran decide di scendere di categoria e combattere per i pesi piuma, potendo così prendere parte al torneo di categoria del 2011 Summer Series, che avrebbe premiato il vincitore con la sfida per il titolo contro il campione uscente Joe Warren.
Curran passa i quarti di finale del torneo sottomettendo il campione XFC Luis Palomino.
In semifinale se la vede con Ronnie Mann, un esperto ex campione Cage Rage, Cage Gladiators e Shark Fights, che porta lo statunitense fino al termine del terzo round; i giudici daranno comunque la vittoria a Curran.
La tanto attesa finale è contro il brasiliano Marlon Sandro, ex campione World Victory Road e Pancrase e al tempo considerato un top 10 tra i pesi piuma del mondo; qui Curran realizza il suo capolavoro di carriera stendendo Sandro con un calcio alla testa nel secondo round e vincendo il suo secondo torneo Bellator: fu infatti il primo lottatore nella storia della promozione a vincere due tornei in due differenti categorie di peso.
Il 9 marzo 2012, durante la sesta stagione di Bellator, gareggiò nella sfida per il titolo dei pesi piuma contro il campione in carica Joe Warren, sfida che lo vide come favorito in virtù del fatto che al tempo Curran era considerato un top 10 della sua categoria di peso, uno dei pochi nell'élite che non lottasse in una promozione della Zuffa: nei primi due round Curran patì l'ottima lotta libera del rivale, ma nel terzo round riuscì a portare una forte ginocchiata al volto dell'avversario e chiuse l'incontro con una serie di pugni, divenendo il nuovo campione di categoria.
Nel 2013 difende per la prima volta il proprio titolo sconfiggendo con grande difficoltà il brasiliano Patricio "Pitbull" Freire, ottenendo una vittoria per decisione non unanime con i punteggi 48-47, 47-48 e 48-47.
Successivamente avrebbe dovuto difendere nuovamente la cintura contro Daniel Straus, ma quest'ultimo s'infortunò e venne sostituito dal vincitore del torneo della settima stagione Shahbulat Shamhalaev, pericoloso striker russo: Curran s'impose per sottomissione nel primo round.
Nel novembre del 2013 arriva finalmente il rematch contro Daniel Straus, il quale grazie alla sua potenza e ad un punto sottratto a Curran per un colpo scorretto durante l'incontro riuscì a realizzare l'upset e a sconfiggere il campione in carica per decisione unanime dei giudici di gara.
A sorpresa la Bellator prese la decisione di offrire un immediato rematch a Curran che si svolse nel marzo 2014: qui l'atleta dell'Illinois soffrì nuovamente Daniel Straus per quasi tutto l'incontro ma riuscì clamorosamente a sottomettere l'avversario a soli 14 secondi dal termine di un incontro che avrebbe potuto perdere ai punti: Curran tornò così campione dei pesi piuma Bellator.
Avrebbe poi dovuto difendere il titolo in giugno nel rematch contro Patricio "Pitbull" Freire, ma lo stesso Curran s'infortunò ed il match venne posticipato a settembre: Curran perse per la seconda volta in carriera il titolo dei pesi piuma Bellator contro il potente avversario brasiliano che divenne con merito il nuovo campione di categoria.
Nel febbraio del 2015 subisce un upset venendo sconfitto dal vincitore dell'ultimo torneo dei pesi piuma ed ex campione M-1 Global Daniel Weichel.

### Risultati nelle arti marziali miste
| Risultato | Record | Avversario           | Metodo                           | Evento                               | Data             | Round | Tempo | Città                      | Note                                                                |
| --------- | ------ | -------------------- | -------------------------------- | ------------------------------------ | ---------------- | ----- | ----- | -------------------------- | ------------------------------------------------------------------- |
|           |        | Emmanuel Sanchez     |                                  | Bellator CXXXIX                      | 26 giugno 2015   |       |       | Mulvane, Stati Uniti       |                                                                     |
| Sconfitta | 20-7   | Daniel Weichel       | Decisione (non unanime)          | Bellator CXXXIII                     | 13 febbraio 2015 | 3     | 5:00  | Fresno, Stati Uniti        |                                                                     |
| Sconfitta | 20-6   | Patricio Freire      | Decisione (unanime)              | Bellator CXXIII                      | 5 settembre 2014 | 5     | 5:00  | Uncasville, Stati Uniti    | Perde il titolo dei Pesi Piuma Bellator                             |
| Vittoria  | 20-5   | Daniel Straus        | Sottomissione (rear naked choke) | Bellator CXII                        | 14 marzo 2014    | 5     | 4:46  | Hammond, Stati Uniti       | Vince il titolo dei Pesi Piuma Bellator                             |
| Sconfitta | 19-5   | Daniel Straus        | Decisione (unanime)              | Bellator CVI                         | 2 novembre 2013  | 5     | 5:00  | Long Beach, Stati Uniti    | Perde il titolo dei Pesi Piuma Bellator                             |
| Vittoria  | 19-4   | Shahbulat Shamhalaev | Sottomissione (ghigliottina)     | Bellator XCV                         | 4 aprile 2013    | 1     | 2:38  | Atlantic City, Stati Uniti | Difende il titolo dei Pesi Piuma Bellator                           |
| Vittoria  | 18-4   | Patricio Freire      | Decisione (non unanime)          | Bellator LXXXV                       | 17 gennaio 2013  | 5     | 5:00  | Irvine, Stati Uniti        | Difende il titolo dei Pesi Piuma Bellator                           |
| Vittoria  | 17-4   | Joe Warren           | KO (pugni)                       | Bellator LX                          | 9 marzo 2012     | 3     | 1:25  | Hammond, Stati Uniti       | Vince il titolo dei Pesi Piuma Bellator                             |
| Vittoria  | 16–4   | Marlon Sandro        | KO (calcio alla testa e pugni)   | Bellator XLVIII                      | 20 agosto 2011   | 3     | 4:00  | Uncasville, Stati Uniti    | Vince il torneo dei Pesi Piuma Bellator 2011 Summer Series          |
| Vittoria  | 15–4   | Ronnie Mann          | Decisione (unanime)              | Bellator XLVII                       | 23 luglio 2011   | 3     | 5:00  | Rama, Canada               | Torneo dei Pesi Piuma Bellator 2011 Summer Series, Semifinale       |
| Vittoria  | 14–4   | Luis Palomino        | Sottomissione (peruvian necktie) | Bellator XLVI                        | 25 giugno 2011   | 1     | 3:49  | Hollywood, Stati Uniti     | Torneo dei Pesi Piuma Bellator 2011 Summer Series, Quarti di finale |
| Sconfitta | 13–4   | Eddie Alvarez        | Decisione (unanime)              | Bellator XXXIX                       | 2 aprile 2011    | 5     | 5:00  | Uncasville, Stati Uniti    | Per il titolo dei Pesi Leggeri Bellator                             |
| Vittoria  | 13–3   | Toby Imada           | Decisione (non unanime)          | Bellator XXI                         | 10 giugno 2010   | 3     | 5:00  | Hollywood, Stati Uniti     | Vince il torneo dei Pesi Leggeri Bellator II                        |
| Vittoria  | 12–3   | Roger Huerta         | Decisione (unanime)              | Bellator XVII                        | 6 maggio 2010    | 3     | 5:00  | Boston, Stati Uniti        | Torneo dei Pesi Leggeri Bellator II, Semifinale                     |
| Vittoria  | 11–3   | Mike Ricci           | KO (pugno)                       | Bellator XIV                         | 15 aprile 2010   | 1     | 3:01  | Chicago, Stati Uniti       | Torneo dei Pesi Leggeri Bellator II, Quarti di finale               |
| Vittoria  | 10–3   | Robbie Olivier       | Decisione (unanime)              | Trojan MMA: Trojan Warfare           | 27 febbraio 2010 | 3     | 5:00  | Exeter, Regno Unito        |                                                                     |
| Sconfitta | 9–3    | Travis Perzynski     | Sottomissione (rear naked choke) | XFO 34: Curran vs. Hori              | 5 dicembre 2009  | 2     | 4:38  | Lakemoor, Stati Uniti      |                                                                     |
| Vittoria  | 9–2    | Jay Ellis            | Sottomissione (ghigliottina)     | XFO 32                               | 10 ottobre 2009  | 1     | 0:58  | New Munster, Stati Uniti   |                                                                     |
| Vittoria  | 8–2    | Lucas Gwaltney       | KO Tecnico (pugni)               | XFO 31: Outdoor War 5                | 15 agosto 2009   | 1     | 1:32  | Island Lake, Stati Uniti   |                                                                     |
| Sconfitta | 7–2    | Charles Diaz         | Decisione (non unanime)          | Elite Fighting Challenge 4           | 27 giugno 2009   | 3     | 5:00  | Norfolk, Stati Uniti       |                                                                     |
| Vittoria  | 7–1    | Mike Pickett         | Sottomissione (rear naked choke) | XFO 30                               | 2 maggio 2009    | 1     | 1:56  | New Munster, Stati Uniti   |                                                                     |
| Vittoria  | 6–1    | Daniel Straus        | KO (pugni)                       | XFO 29                               | 27 aprile 2009   | 2     | 1:31  | Lakemoor, Stati Uniti      |                                                                     |
| Vittoria  | 5–1    | Ramiro Hernandez     | Decisione (unanime)              | Adrenaline MMA 2: Miletich vs. Denny | 11 dicembre 2008 | 3     | 5:00  | Moline, Stati Uniti        |                                                                     |
| Sconfitta | 4–1    | Darren Elkins        | Decisione (unanime)              | C3: Domination                       | 22 novembre 2008 | 3     | 5:00  | Hammond, Stati Uniti       | Per il titolo dei Pesi Leggeri C3                                   |
| Vittoria  | 4–0    | Jay Ellis            | Sottomissione (rear naked choke) | XFO 25: Outdoor War 4                | 9 agosto 2008    | 1     | 0:51  | Island Lake, Stati Uniti   |                                                                     |
| Vittoria  | 3–0    | Amir Khillah         | Decisione (non unanime)          | XFO 25: Outdoor War 4                | 9 agosto 2008    | 3     | 5:00  | Island Lake, Stati Uniti   |                                                                     |
| Vittoria  | 2–0    | Lazar Stojadinovic   | Decisione (unanime)              | XFO 23: Title Night                  | 25 aprile 2008   | 3     | 5:00  | Lakemoor, Stati Uniti      |                                                                     |
| Vittoria  | 1–0    | Tony Hervey          | Sottomissione (rear naked choke) | XFO 22: Rising Star                  | 23 febbraio 2008 | 1     | 1:24  | Crystal Lake, Stati Uniti  |                                                                     |